# Bruno Aeberhard
Bruno Aeberhard (ur. 14 października 1976) – szwajcarski bobsleista, brązowy medalista mistrzostw świata.

## Kariera
Największy sukces w karierze Aeberhard osiągnął w 2000 roku, kiedy wspólnie z Christianem Reichem, Ursem Aeberhardem i Domenikiem Kellerem trzecie miejsce w czwórkach podczas mistrzostw świata w Altenbergu. Był to jego jedyny medal wywalczony na międzynarodowej imprezie tej rangi. Nigdy nie wystąpił na igrzyskach olimpijskich.